# Hasbach (Reichshof)
Hasbach ist ein Ort von 106 Ortschaften der Gemeinde Reichshof im Oberbergischen Kreis im nordrhein-westfälischen Regierungsbezirk Köln in Deutschland.

## Lage und Beschreibung
Hasbach liegt nördlich der Wiehltalsperre, die nächstgelegenen Zentren sind Gummersbach (20 km nordwestlich), Köln (63 km westlich) und Siegen (34 km südöstlich).

## Geschichte

### Erstnennung
1509 wurde der Ort das erste Mal urkundlich erwähnt und zwar:
„Johan Knode uf der Hasbach gehört zu den Zeugen bei einem Grenzumgang.“
Schreibweise der Erstnennung: uf der Hasbach
| Bevölkerungsentwicklung | Bevölkerungsentwicklung |
| Jahr                    | Einwohner               |
| ----------------------- | ----------------------- |
| 1991                    | 25                      |
| 2005                    | 24                      |
| 2006                    | 20                      |
| 2008                    | 17                      |
| 2017                    | 14                      |
| 2018                    | 14                      |
| 2019                    | 15                      |